# Wolfgang Defant
Wolfgang Defant (* 15. Juli 1957 in Stockholm) ist ein österreichischer Maler und Grafiker, der seit 1961 in Kiel lebt und arbeitet.

## Leben und Wirken
Von 1978 bis 1984 studierte Defant Freie Graphik an der Fachhochschule Kiel bei Fritz Bauer. Seit 1980 beteiligt er sich an Landesschauen und Gemeinschaftsausstellungen. Seine erste Einzelausstellung fand in der Galerie Libertas in Frankfurt am Main statt. 1989 schloss er sich der Innviertler Künstlergilde an. Ab 1991 legte er den Schwerpunkt auf Malerei. Er trägt immer wieder mit Zeichnungen zu Publikationen bei.

## Auszeichnungen
- Auslandsstipendium des Kultusministeriums Schleswig-Holstein